# Osowa (rejon małorycki)
Osowa (biał. Асавая, Asawaja; ros. Осовая, Osowaja) – wieś na Białorusi, w obwodzie brzeskim, w rejonie małoryckim, w sielsowiecie Mokrany, w pobliżu granicy z Ukrainą.

## Historia
W XIX i w początkach XX w. położona była w Rosji, w guberni grodzieńskiej, w powiecie kobryńskim.
W dwudziestoleciu międzywojennym leżała w Polsce, w województwie poleskim, do 12 kwietnia 1928 w powiecie kobryńskim, w gminie Mokrany, następnie w powiecie brzeskim, w gminie Małoryta.
Po II wojnie światowej w granicach Związku Sowieckiego. Od 1991 w niepodległej Białorusi.